# Grayling (Alaska)
Grayling is een plaats (city) in de Amerikaanse staat Alaska, en valt bestuurlijk gezien onder Yukon-Koyukuk Census Area.

## Demografie
Bij de volkstelling in 2000 werd het aantal inwoners vastgesteld op 194.
In 2006 is het aantal inwoners door het United States Census Bureau geschat op 174, een daling van 20 (-10,3%).

## Geografie
Volgens het United States Census Bureau beslaat de plaats een oppervlakte van
28,3 km², geheel bestaande uit land.

## Plaatsen in de nabije omgeving
De onderstaande figuur toont nabijgelegen plaatsen in een straal van 104 km rond Grayling.